# Campeonato Europeu de Voleibol Masculino Sub-20 de 2022
O Campeonato Europeu de Voleibol Masculino Sub-20 de 2022 foi a 28.ª edição deste torneio organizado pela Confederação Europeia de Voleibol (CEV). O torneio ocorreu de 17 a 25 de setembro, nas cidades de Montesilvano e Vasto, na Itália.
A seleção italiana conquistou seu quarto título continental ao superar a seleção polonesa em cinco sets. Na disputa pelo terceiro lugar, a seleção búlgara venceu a seleção belga por 3 sets a 1 e completou o pódio do torneio. O oposto italiano Alessandro Bovolenta foi eleito o melhor jogador da competição.

## Equipes participantes
As seguintes seleções se qualificaram para o torneio.
| Equipe     | Qualificação               |
| ---------- | -------------------------- |
| Bélgica    | 1º classificado do grupo G |
| Bulgária   | 1º classificado do grupo F |
| Chéquia    | 1º classificado do grupo E |
| Eslováquia | 1º classificado do grupo H |
| Eslovênia  | 2º classificado do grupo J |
| Finlândia  | 1º classificado do grupo J |
| França     | 1º classificado do grupo I |
| Grécia     | 2º classificado do grupo I |
| Itália     | País-sede                  |
| Polônia    | 1º classificado do grupo B |
| Portugal   | 1º classificado do grupo D |
| Sérvia     | 1º classificado do grupo C |

## Regulamento
Além da seleção anfitriã, as equipes tiveram que participar de vários ciclos de qualificação. Primeiro, as equipes competiram nas eliminatórias da 1ª Rodada. Os primeiros colocados de cada um seguiram para a 2ª fase, onde os primeiros colocados de cada chave reservaram diretamente sua passagem para a fase final, enquanto as oito equipes mais bem colocadas (não classificadas para a fase final) da 2ª Fase, classificaram-se para a 3ª fase. Na 3ª fase, em cada chave, o primeiro colocado classificou-se para a fase final, juntamente com o melhor segundo colocado.
Na fase final, as duas melhores equipes de cada chave jogaram nas semifinais, enquanto a terceira e a quarta de cada grupo se classificaram para a disputa do 5º ao 8º lugar. Os vencedores das semifinais avançaram para a disputa do título do campeonato, e os perdedores pela disputa do terceiro lugar.

### Critérios de desempate
1. Número de vitórias
2. Número de pontos
3. Razão dos sets
4. Razão dos pontos
5. Resultado da última partida entre os times empatados

Partidas terminadas em 3–0 ou 3–1: 3 pontos para o vencedor, 0 pontos para o perdedor;

Partidas terminadas em 3–2: 2 pontos para o vencedor, 1 ponto para o perdedor.

## Grupos
| Grupo I    | Grupo II  |
| ---------- | --------- |
| Eslováquia | Bélgica   |
| Eslovênia  | Bulgária  |
| França     | Chéquia   |
| Itália     | Finlândia |
| Polônia    | Grécia    |
| Sérvia     | Portugal  |

## Fase classificatória
- Todas as partidas seguiram o horário local (UTC+2).

|  | Classificados para as semifinais |
|  | Disputa do 5º ao 8º lugar        |

### Grupo I
|     |            |     | Jogos | Jogos | Jogos | Resultados | Resultados | Resultados | Resultados | Resultados | Resultados | Sets | Sets | Sets  | Pontos | Pontos | Pontos |
| Pos | Equipe     | Pts | T     | V     | D     | 3–0        | 3–1        | 3–2        | 2–3        | 1–3        | 0–3        | V    | P    | R     | V      | P      | R      |
| --- | ---------- | --- | ----- | ----- | ----- | ---------- | ---------- | ---------- | ---------- | ---------- | ---------- | ---- | ---- | ----- | ------ | ------ | ------ |
| 1   | Itália     | 13  | 5     | 4     | 1     | 4          | 0          | 0          | 1          | 0          | 0          | 14   | 3    | 4.667 | 412    | 331    | 1.245  |
| 2   | Polônia    | 11  | 5     | 4     | 1     | 2          | 1          | 1          | 0          | 0          | 1          | 12   | 6    | 2,000 | 410    | 363    | 1.129  |
| 3   | Eslovênia  | 9   | 5     | 3     | 2     | 2          | 0          | 1          | 1          | 0          | 1          | 11   | 8    | 1.375 | 417    | 402    | 1.037  |
| 4   | França     | 6   | 5     | 2     | 3     | 0          | 1          | 1          | 1          | 0          | 2          | 8    | 12   | 0.667 | 440    | 450    | 0.978  |
| 5   | Sérvia     | 4   | 5     | 1     | 4     | 1          | 0          | 0          | 1          | 0          | 3          | 5    | 12   | 0.417 | 359    | 407    | 0.882  |
| 6   | Eslováquia | 2   | 5     | 1     | 4     | 0          | 0          | 1          | 0          | 2          | 2          | 5    | 14   | 0.357 | 377    | 462    | 0.816  |

| Data   | Hora  |            | Placar |            | Set 1 | Set 2 | Set 3 | Set 4 | Set 5 | Total   | Relatório |
| ------ | ----- | ---------- | ------ | ---------- | ----- | ----- | ----- | ----- | ----- | ------- | --------- |
| 17 set | 15:00 | Sérvia     | 3–0    | França     | 27–25 | 25–22 | 25–23 |       |       | 77–70   | Relatório |
| 17 set | 17:30 | Polônia    | 3–1    | Eslováquia | 25–21 | 21–25 | 25–14 | 25–8  |       | 96–68   | Relatório |
| 17 set | 20:00 | Eslovênia  | 0–3    | Itália     | 25–27 | 18–25 | 16–25 |       |       | 59–77   | Relatório |
| 18 set | 15:00 | Sérvia     | 0–3    | Polônia    | 21–25 | 17–25 | 17–25 |       |       | 55–75   | Relatório |
| 18 set | 17:30 | Eslováquia | 0–3    | Eslovênia  | 16–25 | 19–25 | 26–28 |       |       | 61–78   | Relatório |
| 18 set | 20:00 | França     | 3–2    | Itália     | 21–25 | 18–25 | 25–23 | 25–23 | 15–13 | 104–109 | Relatório |
| 19 set | 15:00 | Eslovênia  | 3–0    | Sérvia     | 25–18 | 25–22 | 25–11 |       |       | 75–51   | Relatório |
| 19 set | 17:30 | Polônia    | 3–0    | França     | 25–20 | 25–21 | 25–23 |       |       | 75–64   | Relatório |
| 19 set | 20:00 | Itália     | 3–0    | Eslováquia | 25–20 | 25–15 | 25–17 |       |       | 75–52   | Relatório |
| 21 set | 15:00 | Polônia    | 3–2    | Eslovênia  | 20–25 | 25–19 | 23–25 | 25–19 | 15–12 | 108–100 | Relatório |
| 21 set | 17:30 | França     | 3–1    | Eslováquia | 25–17 | 25–15 | 18–25 | 29–27 |       | 97–84   | Relatório |
| 21 set | 20:00 | Sérvia     | 0–3    | Itália     | 22–25 | 19–25 | 19–25 |       |       | 60–75   | Relatório |
| 22 set | 15:00 | Eslovênia  | 3–2    | França     | 19–25 | 25–23 | 25–20 | 21–25 | 15–12 | 105–105 | Relatório |
| 22 set | 17:30 | Eslováquia | 3–2    | Sérvia     | 20–25 | 16–25 | 36–34 | 25–21 | 15–11 | 112–116 | Relatório |
| 22 set | 20:00 | Itália     | 3–0    | Polônia    | 25–18 | 26–24 | 25–14 |       |       | 76–56   | Relatório |

### Grupo II
|     |           |     | Jogos | Jogos | Jogos | Resultados | Resultados | Resultados | Resultados | Resultados | Resultados | Sets | Sets | Sets  | Pontos | Pontos | Pontos |
| Pos | Equipe    | Pts | T     | V     | D     | 3–0        | 3–1        | 3–2        | 2–3        | 1–3        | 0–3        | V    | P    | R     | V      | P      | R      |
| --- | --------- | --- | ----- | ----- | ----- | ---------- | ---------- | ---------- | ---------- | ---------- | ---------- | ---- | ---- | ----- | ------ | ------ | ------ |
| 1   | Bélgica   | 11  | 5     | 4     | 1     | 2          | 1          | 1          | 0          | 1          | 0          | 13   | 6    | 2.167 | 457    | 430    | 1.063  |
| 2   | Bulgária  | 11  | 5     | 4     | 1     | 1          | 2          | 1          | 0          | 0          | 1          | 12   | 7    | 1.714 | 436    | 419    | 1.041  |
| 3   | Chéquia   | 9   | 5     | 3     | 2     | 1          | 2          | 0          | 0          | 1          | 1          | 10   | 8    | 1.250 | 424    | 401    | 1.057  |
| 4   | Finlândia | 6   | 5     | 2     | 3     | 0          | 1          | 1          | 1          | 2          | 0          | 10   | 12   | 0.833 | 484    | 475    | 1.019  |
| 5   | Portugal  | 6   | 5     | 1     | 4     | 1          | 0          | 0          | 3          | 1          | 0          | 10   | 12   | 0.833 | 482    | 497    | 0.970  |
| 6   | Grécia    | 2   | 5     | 1     | 4     | 0          | 0          | 1          | 0          | 1          | 3          | 4    | 14   | 0.286 | 372    | 433    | 0.859  |

| Data   | Hora  |           | Placar |           | Set 1 | Set 2 | Set 3 | Set 4 | Set 5 | Total   | Relatório |
| ------ | ----- | --------- | ------ | --------- | ----- | ----- | ----- | ----- | ----- | ------- | --------- |
| 17 set | 15:00 | Portugal  | 2–3    | Grécia    | 23–25 | 25–19 | 28–26 | 22–25 | 10–15 | 108–110 | Relatório |
| 17 set | 17:30 | Chéquia   | 3–1    | Finlândia | 25–15 | 19–25 | 25–19 | 25–22 |       | 94–81   | Relatório |
| 17 set | 20:00 | Bulgária  | 0–3    | Bélgica   | 17–25 | 19–25 | 22–25 |       |       | 58–75   | Relatório |
| 18 set | 15:00 | Portugal  | 3–0    | Chéquia   | 25–21 | 27–25 | 25–20 |       |       | 77–66   | Relatório |
| 18 set | 17:30 | Finlândia | 2–3    | Bulgária  | 30–28 | 17–25 | 25–20 | 23–25 | 9–15  | 104–113 | Relatório |
| 18 set | 20:00 | Grécia    | 0–3    | Bélgica   | 19–25 | 23–25 | 24–26 |       |       | 66–76   | Relatório |
| 19 set | 15:00 | Bulgária  | 3–1    | Portugal  | 25–22 | 21–25 | 25–19 | 25–23 |       | 96–89   | Relatório |
| 19 set | 17:30 | Chéquia   | 3–0    | Grécia    | 25–22 | 25–11 | 25–23 |       |       | 75–56   | Relatório |
| 19 set | 20:00 | Bélgica   | 3–1    | Finlândia | 19–25 | 25–22 | 26–24 | 25–22 |       | 95–93   | Relatório |
| 21 set | 15:00 | Chéquia   | 1–3    | Bulgária  | 25–15 | 20–25 | 18–25 | 23–25 |       | 86–90   | Relatório |
| 21 set | 17:30 | Grécia    | 1–3    | Finlândia | 16–25 | 25–20 | 16–25 | 18–25 |       | 75–95   | Relatório |
| 21 set | 20:00 | Portugal  | 2–3    | Bélgica   | 27–25 | 22–25 | 25–23 | 24–26 | 12–15 | 110–114 | Relatório |
| 22 set | 15:00 | Bulgária  | 3–0    | Grécia    | 25–17 | 25–21 | 29–27 |       |       | 79–65   | Relatório |
| 22 set | 17:30 | Finlândia | 3–2    | Portugal  | 21–25 | 25–20 | 25–27 | 25–14 | 15–12 | 111–98  | Relatório |
| 22 set | 20:00 | Bélgica   | 1–3    | Chéquia   | 22–25 | 22–25 | 29–27 | 24–26 |       | 97–103  | Relatório |

## Fase final
- Todas as partidas seguiram o horário local (UTC+2).

### 5º–8º lugar
|  | 5º–8º lugar            | 5º–8º lugar |                        |   | Quinto lugar | Quinto lugar |
|  |                        |             |                        |   |              |              |
|  | 24 de setembro – Vasto |             |                        |   |              |              |
|  |                        |             |                        |   |              |              |
|  | Eslovênia              | 3           |                        |   |              |              |
|  | Eslovênia              | 3           | 25 de setembro – Vasto |   |              |              |
|  | Finlândia              | 1           |                        |   |              |              |
|  | Finlândia              | 1           | Eslovênia              | 2 |              |              |
|  | 24 de setembro – Vasto |             | Eslovênia              | 2 |              |              |
|  |                        | França      | 3                      |   |              |              |
|  | Chéquia                | França      | 3                      | 2 |              |              |
|  | Chéquia                |             |                        | 2 |              |              |
|  | França                 | 3           |                        |   |              |              |
|  | França                 | 3           | Sétimo lugar           |   |              |              |
|  |                        |             |                        |   |              |              |
|  | 25 de setembro – Vasto |             |                        |   |              |              |
|  |                        |             |                        |   |              |              |
|  | Finlândia              | 3           |                        |   |              |              |
|  | Finlândia              | 3           |                        |   |              |              |
|  | Chéquia                | 2           |                        |   |              |              |

#### 5º–8º lugar
| Data   | Hora  |           | Placar |           | Set 1 | Set 2 | Set 3 | Set 4 | Set 5 | Total  | Relatório |
| ------ | ----- | --------- | ------ | --------- | ----- | ----- | ----- | ----- | ----- | ------ | --------- |
| 24 set | 17:30 | Eslovênia | 3–1    | Finlândia | 25–21 | 25–21 | 23–25 | 25–17 |       | 98–84  | Relatório |
| 24 set | 20:00 | Chéquia   | 2–3    | França    | 23–25 | 19–25 | 25–12 | 25–20 | 8–15  | 100–97 | Relatório |

#### Sétimo lugar
| Data   | Hora  |           | Placar |         | Set 1 | Set 2 | Set 3 | Set 4 | Set 5 | Total   | Relatório |
| ------ | ----- | --------- | ------ | ------- | ----- | ----- | ----- | ----- | ----- | ------- | --------- |
| 25 set | 09:30 | Finlândia | 3–2    | Chéquia | 30–32 | 25–21 | 25–23 | 23–25 | 15–10 | 118–111 | Relatório |

#### Quinto lugar
| Data   | Hora  |           | Placar |        | Set 1 | Set 2 | Set 3 | Set 4 | Set 5 | Total  | Relatório |
| ------ | ----- | --------- | ------ | ------ | ----- | ----- | ----- | ----- | ----- | ------ | --------- |
| 25 set | 12:30 | Eslovênia | 2–3    | França | 20–25 | 16–25 | 25–23 | 25–21 | 12–15 | 98–109 | Relatório |

### Semifinais
|  | Semifinais                    | Semifinais |                               |   | Final | Final |
|  |                               |            |                               |   |       |       |
|  | 24 de setembro – Montesilvano |            |                               |   |       |       |
|  |                               |            |                               |   |       |       |
|  | Itália                        | 3          |                               |   |       |       |
|  | Itália                        | 3          | 25 de setembro – Montesilvano |   |       |       |
|  | Bulgária                      | 1          |                               |   |       |       |
|  | Bulgária                      | 1          | Itália                        | 3 |       |       |
|  | 24 de setembro – Montesilvano |            | Itália                        | 3 |       |       |
|  |                               | Polônia    | 2                             |   |       |       |
|  | Bélgica                       | Polônia    | 2                             | 0 |       |       |
|  | Bélgica                       |            |                               | 0 |       |       |
|  | Polônia                       | 3          |                               |   |       |       |
|  | Polônia                       | 3          | Terceiro lugar                |   |       |       |
|  |                               |            |                               |   |       |       |
|  | 25 de setembro – Montesilvano |            |                               |   |       |       |
|  |                               |            |                               |   |       |       |
|  | Bulgária                      | 3          |                               |   |       |       |
|  | Bulgária                      | 3          |                               |   |       |       |
|  | Bélgica                       | 1          |                               |   |       |       |

#### Semifinais
| Data   | Hora  |         | Placar |          | Set 1 | Set 2 | Set 3 | Set 4 | Set 5 | Total | Relatório |
| ------ | ----- | ------- | ------ | -------- | ----- | ----- | ----- | ----- | ----- | ----- | --------- |
| 24 set | 17:30 | Itália  | 3–1    | Bulgária | 23–25 | 25–17 | 25–18 | 25–20 |       | 98–80 | Relatório |
| 24 set | 20:00 | Bélgica | 0–3    | Polônia  | 20–25 | 17–25 | 15–25 |       |       | 52–75 | Relatório |

#### Terceiro lugar
| Data   | Hora  |          | Placar |         | Set 1 | Set 2 | Set 3 | Set 4 | Set 5 | Total | Relatório |
| ------ | ----- | -------- | ------ | ------- | ----- | ----- | ----- | ----- | ----- | ----- | --------- |
| 25 set | 17:30 | Bulgária | 3–1    | Bélgica | 25–17 | 25–19 | 19–25 | 25–17 |       | 94–78 | Relatório |

#### Final
| Data   | Hora  |        | Placar |         | Set 1 | Set 2 | Set 3 | Set 4 | Set 5 | Total  | Relatório |
| ------ | ----- | ------ | ------ | ------- | ----- | ----- | ----- | ----- | ----- | ------ | --------- |
| 25 set | 20:00 | Itália | 3–2    | Polônia | 25–19 | 25–19 | 24–26 | 17–25 | 15–6  | 106–95 | Relatório |

## Classificação final
| Posição | Equipe     |
| ------- | ---------- |
|         | Itália     |
|         | Polônia    |
|         | Bulgária   |
| 4       | Bélgica    |
| 5       | França     |
| 6       | Eslovênia  |
| 7       | Finlândia  |
| 8       | Chéquia    |
| 9       | Portugal   |
| 10      | Sérvia     |
| 11      | Eslováquia |
| 12      | Grécia     |

|  | Qualificado para o Campeonato Mundial Sub-21 de 2023 |

## Premiações
| Campeonato Europeu Sub-20 de 2022 |
| Itália                            |
| --------------------------------- |
| Itália Campeã (4.º título)        |

### Individuais
Os atletas que se destacaram individualmente foramː
| - Most Valuable Player (MVP) Alessandro Bovolenta - Melhor Oposto Tytus Nowik - Melhores Ponteiros Luca Porro Aleksandar Nikolov | - Melhor Levantador Kajetan Kubicki - Melhores Centrais Jakub Majchrzak Nicolò Volpe - Melhor Líbero Gabriele Laurenzano |